# Port de Taichung
Le port de Taichung est un port situé dans le district de Wuqi au sein de la municipalité de Taichung à Taïwan. Il s'agit du deuxième plus grand port de Taïwan après le port de Kaohsiung et est exploité par Taiwan International Ports Corporation, la société de gestion des port de Taïwan. 

## Vue d'ensemble
Le port couvre une superficie de 3793 ha, et inclut des zones industrielles, de pêche et d’affaires. Sa longueur est de 12,5 km et sa largeur oscille entre 2,5 et 4,5 km. Il peut accueillir des navires jusqu’à 60 000 tonnes et a obtenu en juin 2000 la certification ISO-9001.  Le port a encore des centaines d'hectares d'espace sous-développé.  
Le port est situé à 110 milles marins du port de Keelung et à 120 milles marins du port de Kaohsiung. En 2010, le port a dépassé le port de Keelung pour devenir le deuxième plus grand port de Taïwan. Les investissements totaux ont dépassé 457,5 milliards de dollars NT (15,3 milliards de dollars US) par 59 entreprises, tandis que 30 entreprises ont établi des opérations dans sa zone de libre-échange. Par rapport à 2010, le volume total du fret traité a augmenté de 21%, tandis que celui des conteneurs manutentionnés a progressé de 13,92%. Les expéditions de voitures de luxe ont augmenté dans le port en 2010, indiquant des signes de reprise économique pour l'île. 

## Histoire
En août 1968, des recherches préliminaires sur un nouveau port commencèrent. En juillet 1969, il fut décidé de transformer le port de Taichung en un nouveau port international dont la construction débuta le 1er février 1971. Le port fut inauguré le 31 octobre 1976. Il faisait partie des dix grands projets de construction proposés par le premier ministre Chiang Ching-kuo. 

## Transport
Le port peut être atteint en bus, train ou par la route. 

### Par le train

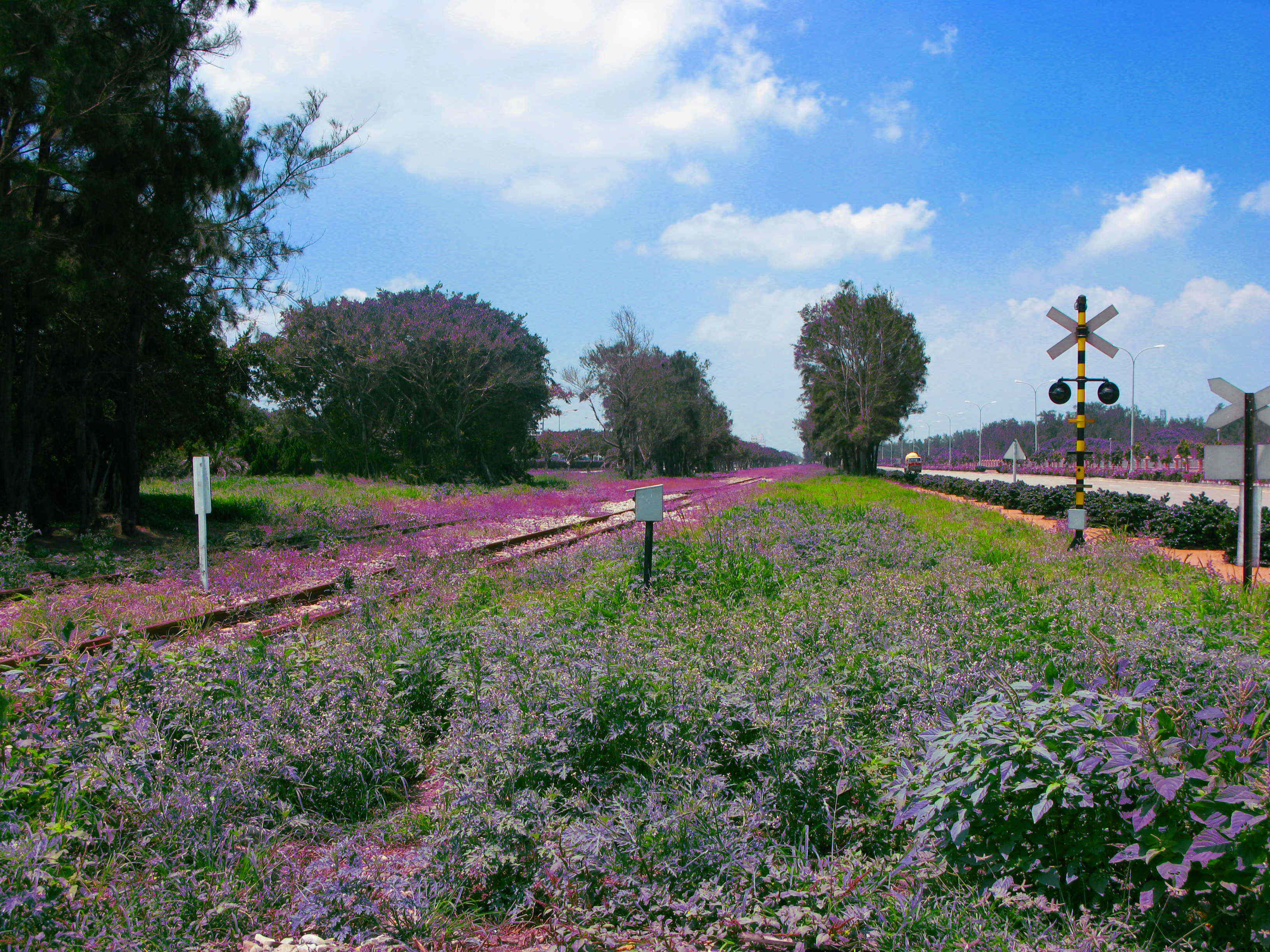
TRA Branch Line Line - Ligne du port de Taichung

- Ligne TRA du port de Taichung

### Par la route
- Route provinciale 12
- Route provinciale 17
- Route provinciale 61